# Honey 2 – Lass keinen Move aus
Honey 2 – Lass keinen Move aus (Honey 2) ist ein US-amerikanischer Tanzfilm von Bille Woodruff aus dem Jahr 2011 und eine Fortsetzung von Honey aus dem Jahr 2003. Die Hauptrolle spielt Katerina Graham. Der Film wurde am 10. Juni 2011 in Großbritannien veröffentlicht, in Nordamerika ist er direkt auf DVD erschienen. 2016 entstand Honey 3: Der Beat des Lebens und 2018 Honey 4: Lebe deinen Traum.

## Handlung
Die 17-jährige Maria Ramirez ist mit dem Gesetz in Konflikt geraten und zu einer Gefängnisstrafe verurteilt worden. Nach ihrer Entlassung kehrt Maria geläutert in ihr Viertel in der Bronx zurück und beschließt, ihr Leben grundlegend zu ändern. Die Jugendliche will ihr Talent für Streetdance nutzen, wie es Honey getan hat. Von deren Mutter Connie wird sie aufgenommen und in deren Tanzstudio hilft sie mit.
In einer Partynacht entdeckt sie ihre verloren geglaubte Lebenslust wieder. Sie lenkt Brandons Aufmerksamkeit auf sich, der im Tanzstudio arbeitet und am College Tanz und BWL studiert. Brandon bittet Maria, bei seiner Crew einzusteigen. Sie macht das, um einen großen Tanzwettbewerb zu gewinnen und sich damit an ihrem Ex-Freund Luis zu rächen. Nach einigen Schwierigkeiten innerhalb der nun „HD“ genannten Crew und Streitigkeiten mit Luis’ Crew können sie den Wettbewerb tatsächlich gewinnen.

## Kritik
„„Honey 2“ ist schlichtweg überladen: Der Regisseur baut Twists ein, wo keine nötig sind, während er sein Publikum mit Tanzsequenzen en masse und verschiedensten Musikstilen bombardiert – hier wäre weniger tatsächlich mehr gewesen. Genrefans werden trotzdem ihre Freude an „Honey 2“ haben – nicht zuletzt wegen der für sich genommen starken Tanzdarbietung, vor allem von Hauptdarstellerin Katerina Graham, und der Videoclip-lastigen, kinetischen Inszenierung, über die das Tanzparkett-Treiben beeindruckend eingefangen wird.“

„Die Fortsetzung dieser wenig tiefsinnigen Anbiederung ans jugendliche Zielpublikum besitzt nun überhaupt kein Herz mehr, weder für die Geschichte noch für die Figuren. Diese müssen sich ganz genre-typisch und dabei ziemlich frech abgekupfert von Step Up 3D oder StreetDance 3D beim örtlichen Street-Dance-Battle gegen die Konkurrenz durchsetzen. Man klaut also bei den Nachahmern des eigenen Vorgängers, die ihren flachen Storys aber immerhin dreidimensionale Bauchmuskeln und ausgetüftelte Choreografien entgegensetzen konnten.“